# Le Baquet de Mesmer
Le Baquet de Mesmer je francouzský němý film z roku 1905. Režisérem je Georges Méliès (1861–1938). Film trvá zhruba 3 minuty.

## Děj
Vědec naleje vodu do vany, ze které následně vyšlehne plamen. Vědec vytáhne z vody několik šatů, které jeho pomocníci umístí na sochy. Ze soch se stanou tančící dívky, které vědec promění zpět na sochy s oblečením. Oblečení vhodí do vany, ze které vylezou ptáci. Kouzelník se s pomocníky ukloní a odejde.